# Orazio Strano
Orazio Strano (Riposto, 19 settembre 1904 – Riposto, 28 dicembre 1981) è stato un cantante italiano, il più famoso cantastorie della Sicilia orientale; è considerato da molti il padre dei cantastorie siciliani.

## Biografia
Nel secondo dopoguerra cantava di città in città di vicende popolari, come quella di Salvatore Giuliano. Scrisse molte canzoni e filastrocche e collaborò con altri cantastorie, come Turi Bella e Rosita Caliò.
Orazio Strano venne eletto Trovatore d'Italia alle Sagre dei Cantastorie del 1960 e del 1962, organizzate dall'Associazione Italiana Cantastorie Ambulanti (AICA).

## Discografia parziale

### 33 giri
- 1960: Sicilia. Aspetti del folklore italiano (Music, LPM 1020; con Cicciu Busacca, Francesco Platania, Giuseppe Giuffrida e Giovanni Di Giovanni)

### Altri album
- Focu di pagghia
- Lu figghiu di Turi Giulianu
- Lu miraculu di S.Alfio
- Peppi Musulinu
- Prucessu a porti chiusi
- I Quattro Malandrini Siciliani
- Rita e Matteo